# Shincha
Shincha (新茶) betyder bokstavligen "nytt te" och är inom japanskt te namnet på säsongens första skörd. Definierat som det te som skördats första månaden på säsongen

## Relaterade termer
- Ichibancha (一番茶), första skörden, är i princip synonymt med Shincha. Används i samband med Nibancha (二番茶, andra skörden), Sanbancha (三番茶, tredje skörden) och så vidare.
- Kocha (古茶), gammalt te, är motsatsen till Shincha och syftar till te från föregående år.